# Assam-Zweihänder
Der Assam-Zweihänder  ist ein Schwert aus dem heutigen Bundesstaat Assam in Indien.

## Beschreibung
Der Assam-Zweihänder besteht vollständig aus Stahl. Die Klinge ist leicht S-förmig geformt, zweischneidig und hat einen Mittelgrat. Als Parier dient eine beidseitige Ausschmiedung der Klinge und ein Stahlstift, der in dem  Heft befestigt ist.  Das Heft ist zusammen mit der Klinge aus einem Stück geschmiedet. Vom Klingenbereich aus läuft das Heft schmaler bis zum Knauf, der kugelähnlich gearbeitet ist. Der Ort ist leicht spitz. Der Assam-Zweihänder wird von Kriegerkasten in Indien benutzt.